# Inspiration Peak
Inspiration Peak – najwyższy szczyt niewysokiego pasma Leaf Hills Moraines. Leży 36 km na północny wschód od Alexandrii w hrabstwie Otter Tail, w stanie Minnesota. 